# HMS Discovery (1789)
Pour les autres navires du même nom, voir HMS Discovery.

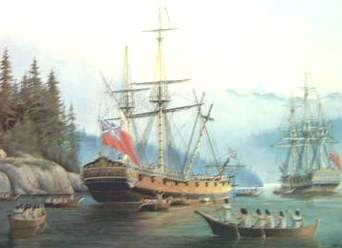
HMS Discovery.

Le HMS Discovery était un bateau de la Royal Navy connu pour avoir transporté George Vancouver lors de son expédition d'exploration de l'ouest de l'Amérique du Nord entre 1791 et 1795. Il fut construit à Londres au Royaume-Uni en 1789. Il a été nommé en mémoire du trois-mâts carré Discovery de Charles Clerke qui avait participé à la dernière expédition de James Cook.
Le Discovery participa également à la bataille de Copenhague (1801). Il fut converti en ponton en 1818 et le resta jusqu'à sa destruction en 1834.